# Rhaphuma reticulata
Rhaphuma reticulata är en skalbaggsart som först beskrevs av Jordan 1894.  Rhaphuma reticulata ingår i släktet Rhaphuma och familjen långhorningar. Inga underarter finns listade i Catalogue of Life.